# 10252 Heidigraf
10252 Heidigraf eller 4164 T-1 är en asteroid i huvudbältet som upptäcktes den 26 mars 1971 av den nederländsk-amerikanske astronomen Tom Gehrels och det nederländska astronomparet Ingrid van Houten-Groeneveld och Cornelis Johannes van Houten vid Palomarobservatoriet. Den är uppkallad efter Heidi Graf.
Asteroiden har en diameter på ungefär 6 kilometer och den tillhör asteroidgruppen Koronis.